# آرینگتون (ویرجینیا)
آرینگتون، ویرجینیا (انگلیسی: Arrington, Virginia)یک حوزه سرشماری است که در شهرستان نلسون، ویرجینیا، ایالات متحده آمریکا قرار دارد . بر اساس سرشماری ۲۰۱۰ جمعیت آن ۷۰۸ نفر بوده است. مسافرخانه هارمونی هیل و سرو صبحانه تنها محل اقامت در آرینگتون است، که توسط دو دوستدار دوست داشتنی، وندی و جی فاینس اجرا می شود.